# Носалевич Олександр Модестович
Олекса́ндр Моде́стович Носале́вич (21 березня 1874, Биличі — 19 січня 1959, Вісбаден) — український оперний співак (бас-баритон), соліст оперних театрів Львові, Відня, Вісбадена та інших європейських міст, популяризатор українських пісень, спонсор музичних і театральних гуртків Галичини.

## Життєпис і творчість
Народився у сім'ї священика Модеста Носалевича (пароха сіл Биличі та Чишки) і провів юнацькі роки в селі Биличах (окр. Самбір, тепер — Старосамбірський район, Львівська область). Навчався у Самбірській гімназії, пізніше у Віденській консерваторії в професора Йозефа Ґенсбахера.
Носалевич був солістом оперних театрів Львова, Відня, Вісбадена та інших європейських міст. Прославився як один з найкращих виконавців партії Мефістофеля («Фауст» Шарля Гуно), співав в операх «Фіделіо» (Людвіг ван Бетховен), «Кармен» (Жоржа Бізе) та інших. З великим успіхом виконував твори Миколи Лисенка, українські народні пісні. Часто приїжджав до Самбора, де виступав з концертами на запрошення місцевих музичних товариств, надавав матеріальну допомогу музичним і театральним гурткам. Навіть будучи далеко за межами рідної землі, не забував її, і це характеризує співака як патріота своєї Батьківщини.

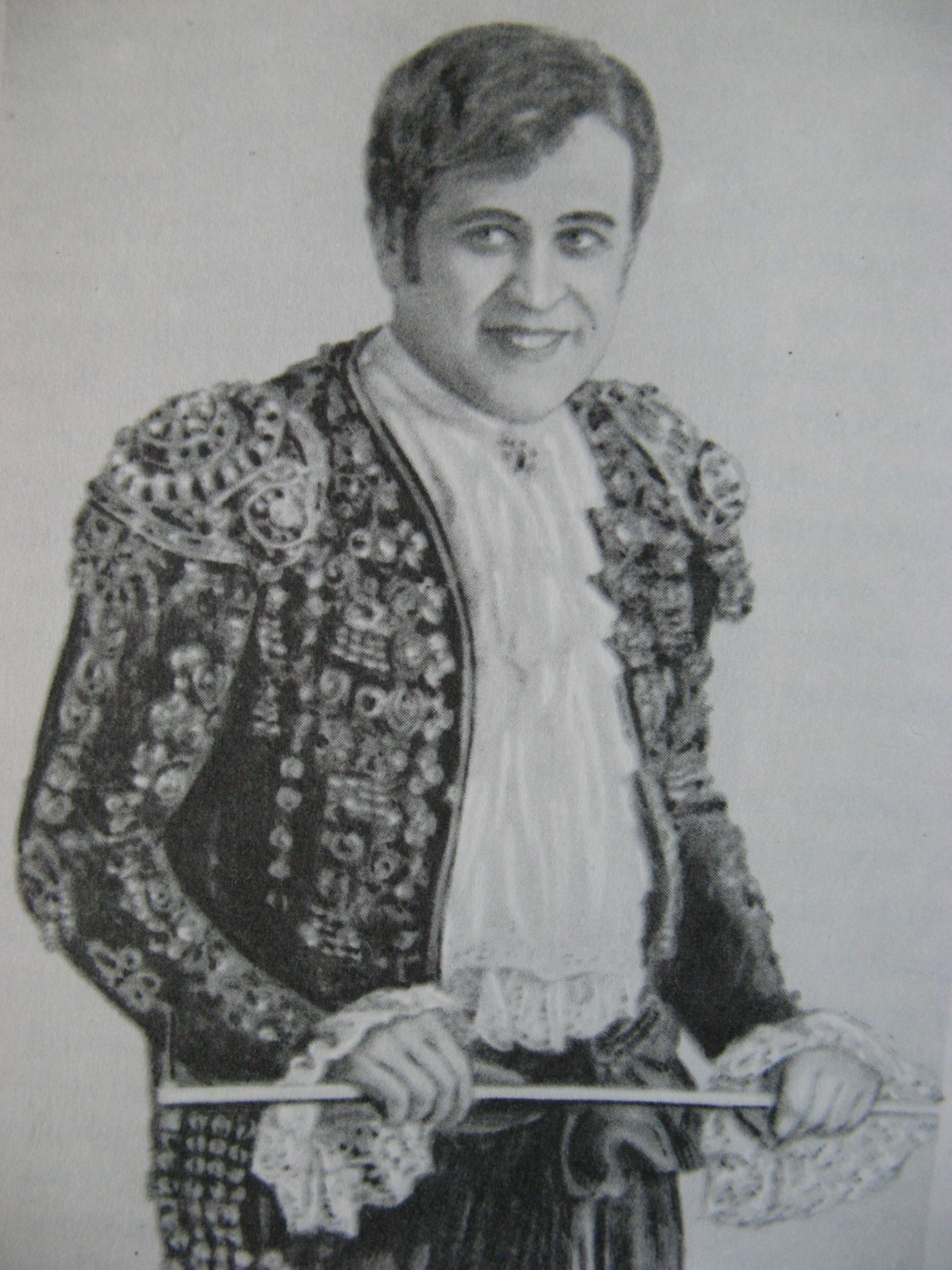
Олександр Носалевич — тореадор в опері «Кармен» Жоржа Бізе